# Таловобалковская волость
Таловобалковская волость — административно-территориальная единица Александрийского уезда Херсонской губернии.
По состоянию на 1886 год состояла из 4 поселений, 4 сельских общин. Население 2224 человека (1074 мужского пола и 1150 женского), 364 дворовых хозяйства.
| Собственность  | Площадь (в т. ч. пахотной) |
| -------------- | -------------------------- |
| Сельских общин | 1584 (1199)                |
| Частная        | 6007 (2946)                |
| Казённая       | 551 (250)                  |
| Другая         | 56 (20)                    |
| Всего          | 8198 (4415)                |

Самое большое поселение:
- Таловая Балка (Чумпалова)[1] — село при прудах в 70 верстах от уездного города, 1577 человек, 255 дворов, православная церковь, 4 лавки.